# ريان غيليغان
ريان غيليغان (بالإنجليزية: Ryan Gilligan)‏ هو لاعب كرة قدم بريطاني، ولد في 18 يناير 1987 في سويندون في المملكة المتحدة. لعب مع نادي أوسترسوند ونادي براغي ونادي توركي يونايتد ونادي دلكورد ونادي نورثامبتون تاون ونيوبورت كونتي.

## وصلات خارجية
- ريان غيليغان على موقع قاعدة بيانات كرة القدم.إي يو (الإنجليزية)
- ريان غيليغان على موقع Soccerbase.com (لاعب) (الإنجليزية)
- ريان غيليغان على موقع Soccerway.com (الإنجليزية)